# Clube Atlético Muçulmano da Matola
El Clube Atlético Muçulmano da Matola, conocido simplemente como Clube Atlético Muçulmano, es un equipo de fútbol de Mozambique que milita en la Moçambola 2, la segunda liga de fútbol más importante del país.

## Historia
Fue fundado en el año 2004 en el barrio de Machava Matola dentro de la ciudad de Maputo, y es un equipo que nunca ha ganado la Moçambola, aunque si ha ganado la Taça de Mozambique en 1 ocasión en el año 2008.
Su primera temporada en la Moçambola fue en el 2008 luego de obtener el ascenso en la 1.ª posición.
A nivel internacional ha participado en 1 torneo continental, en la Copa Confederación de la CAF del año 2009, donde fue eliminado en la Ronda Preliminar por el Malanti Chiefs de Suazilandia.
Descendió en la Temporada 2011 de la Moçambola al ubicarse en la posición 13 de 14 equipos (descienden los peores 3 equipos).

## Palmarés
- Taça de Moçambique: 1

2008

## Participación en competiciones de la CAF
| Temporada | Torneo                       | Ronda      | Club           | Casa | Visita | Global |
| --------- | ---------------------------- | ---------- | -------------- | ---- | ------ | ------ |
| 2009      | Copa Confederación de la CAF | Preliminar | Malanti Chiefs | 1-0  | 1-5    | 2-5    |

## Entrenadores destacados
- Arnaldo Salvado